# KWL表
KWL表は教材を効果的に読ませるために考案された教育の手法である。
K列、W列、L列の3列からなる表の枠を作り、それぞれに知っていることは何か（What I know）、知りたいことは何か（What I want to know）、知ったことは何か（What I learned）を書き込ませる。
予習としてKとWを列挙して目的や興味を喚起し、復習としてLを列挙することで達成項目を明確にする。
K、W、Lのうちいずれかが抜けたり、別の列が加わったりと、利用のしかたはさまざまである。
研究の計画や情報の整理、テスト勉強などにも応用できる。

## 授業でのKWL表
Ogle (1986) が考案したKWL表は、教育の手法のひとつで、用途はさまざまである。
教材や単元を読み始める前に、学生が既に知っている事柄を呼び起こすことで、効果的な学習を促すのが特徴である。
まず、ノートに3列の枠を書かせる。
左列「K」には、教材や単元に関して既に知っていることを書き込んでもらう。
K列への書き込みは、教材を読む前に済ませる。
中列「W」には、教材や単元を通して知りたいと思うことを書き込んでもらう。
W列への書き込みも、教材を読む前に済ませる。
右列「L」には、教材や単元を読んで学んだことを書き込んでもらう。
L列への書き込みは、教材を読んだ後に行う。
授業で新しい単元に入る際に、その単元のKWL表を学生に作らせる、といった使い方もある。
KWL表は次のようなものである。
| K 知っていること (What I know)             | W 知りたいこと (What I want to know)     | L 知ったこと (What I learned)                                                             |
| ------------------------------------------ | ---------------------------------------- | ----------------------------------------------------------------------------------------- |
| この欄には学生が知っていることを書き込む。 | この欄には学生が知りたいことを書き込む。 | この欄には学生が知ったことを書き込む。 この欄への書き込みは授業や単元が終わってから行う。 |

KWL表は授業の運営に役立つ。
教師は、W列から学生の興味や質問、欲求に基づいた授業計画を立てることができる。
学生は、K列により予備知識が呼び起こされ、やる気と集中力を増進できる。
教師は、話題に関する学生の予備知識（K列）と興味（W列）を知ることができる。

## KWL表のねらい
教師がKWL表を利用する目的はさまざまである。
まず挙げられる目的としては、学生の予備知識を喚起することである。
学生に予備知識を訊ねることで、話題に関して出発点となる予備知識を既に持ち合わせていることを学生は意識することができる。
また、KWL表は単元を学ぶ動機付けに役立つ。
何を知りたいかを訊ねられることで、学生は目的意識を持ち、スムーズにその話題に入っていくことができる。
他にも、学生が各自で授業の内容を膨らませることができたり、学生の興味を把握することで教師は学生が楽しめる授業を組むことができたりと、KWL表は授業の運営に非常に役立つ手法である。

## 補足資料
- インテル (n.d.), “K-W-L (Know-Wonder-Learn) チャート”, 初等中等教育: 効果的なプロジェクトの設計: 事前知識の喚起, 教育支援プログラム
- Allington, R. and Cunningham, P. (2003).  Classrooms that work.  Boston: Allyn and Bacon.
- Buehl, D. (2006). Classroom strategies for interactive learning. Delaware: International Reading Association.
- Conner, J. (2006). "Instructional reading strategy: KWL" http://www.indiana.edu/~l517/KWL.htm
- Jones, R. (2007). "Readingquest strategies." http://www.readingquest.org/strat/kwl.html
- McKenna, M. (2002)  Help for struggling readers: strategies for grades 3-8.  New York: The Guilford Press.
- Padak, N. and Rasinski, T. (2004). Effective reading strategies: teaching children who find reading difficult.  New Jersey: Pearson Education, Inc.
- TeAch-nology, Inc. (n.d.), KWL Generator, [教師名、表題、話題を入力すると、そのKWL表を出力する。教材作成用。 非専門家向けの内容要旨] (2009-02-22)
- Valmont, W. (2003). Technology for literacy teaching and learning. New York: Houghton Mifflin Company.